# Baeoura nigromedia
Baeoura nigromedia är en tvåvingeart som beskrevs av Edwards 1927. Baeoura nigromedia ingår i släktet Baeoura och familjen småharkrankar. Inga underarter finns listade i Catalogue of Life.